# گمش‌تپه (خدابنده)
گمش تپه روستایی در دهستان کرسف بخش مرکزی شهرستان خدابنده استان زنجان ایران است.

## جمعیت
بر پایه سرشماری عمومی نفوس و مسکن در سال ۱۳۹۵ جمعیت این مکان ۳۲۷ نفر (۱۰۳خانوار) بوده‌است.